# Aptiano
| Periodo                                                                                     | Epoca                | Piano          | Età (Ma)    |
| ------------------------------------------------------------------------------------------- | -------------------- | -------------- | ----------- |
| Paleogene                                                                                   | Paleocene            | Daniano        | Più recente |
| Cretacico                                                                                   | Cretacico superiore  | Maastrichtiano | 72,2 ±0,2   |
| Cretacico                                                                                   | Cretacico superiore  | Campaniano     | 83,6 ±0,2   |
| Cretacico                                                                                   | Cretacico superiore  | Santoniano     | 85,7 ±0,2   |
| Cretacico                                                                                   | Cretacico superiore  | Coniaciano     | 89,8 ±0,3   |
| Cretacico                                                                                   | Cretacico superiore  | Turoniano      | 93,9 ±0,2   |
| Cretacico                                                                                   | Cretacico superiore  | Cenomaniano    | 100,5 ±0,1  |
| Cretacico                                                                                   | Cretacico inferiore  | Albiano        | 113,2 ±0,3  |
| Cretacico                                                                                   | Cretacico inferiore  | Aptiano        | 121,4 ±0,6  |
| Cretacico                                                                                   | Cretacico inferiore  | Barremiano     | 125,77      |
| Cretacico                                                                                   | Cretacico inferiore  | Hauteriviano   | 132,6 ±0,6  |
| Cretacico                                                                                   | Cretacico inferiore  | Valanginiano   | 137,05 ±0,5 |
| Cretacico                                                                                   | Cretacico inferiore  | Berriasiano    | 143,1 ±0,6  |
| Giurassico                                                                                  | Giurassico superiore | Titoniano      | Più antico  |
| Suddivisione del Cretacico secondo la Commissione internazionale di stratigrafia dell'IUGS. |                      |                |             |

Nella scala dei tempi geologici l'Aptiano è il quinto dei sei piani o età in cui è suddiviso il Cretacico inferiore, la prima epoca dell'intero periodo Cretacico.
È compreso tra 125,0 ± 1,0 e 112,0 ± 1,0 milioni di anni fa (Ma), preceduto dal Barremiano e seguito dall'Albiano, l'ultimo piano del Cretacico inferiore.

## Definizioni stratigrafiche e GSSP
Il piano Aptiano fu introdotto nella letteratura scientifica dal geologo e paleontologo francese Alcide d'Orbigny nel 1840.
Il nome deriva dal paese francese di Apt, in Provenza.
La base dello piano Aptiano si trova al livello della cronozona dell'anomalia magnetica MOr.

Il limite superiore è dato dalla prima comparsa negli orizzonti stratigrafici dei coccolitofori della specie Praediscosphaera columnata.

### GSSP
Il GSSP, il profilo stratigrafico di riferimento della Commissione Internazionale di Stratigrafia, non è ancora stato fissato (2009).

### Suddivisioni
Nel dominio Tetide, l'Aptiano contiene otto biozone ammonitiche:
- zona della Hypacanthoplites jacobi
- zona della Nolaniceras nolani
- zona della Parahoplites melchioris
- zona della Epicheloniceras subnodosocostatum
- zona della Duffrenoyia furcata
- zona della Deshayesites deshayesi
- zona della Deshayesites weissi
- zona della Deshayesites oglanlensis

L'Aptiano è a volte ulteriormente suddiviso in tre sottopiani (o sottoetà): Bedouliano (inferiore), Gargasiano (medio) e Clansayesiano (superiore).

## Paleontologia
†Ammonitida
- Pictetia
- Eogaudryceras
- Georgioceras
- Lithancylus
- Salfeldiella
- Zuercherella
- Inferiore
  - Eotetragonites
  - Pseudosaynella
  - Roloboceras
  - Helicancylus
  - Procheloniceras
  - Prodeshayesites
  - Shastoceras
  - Ammonitoceras
  - Australiceras
  - Cheloniceras
  - Cicatrites
  - Colombiceras
  - Dufrenoya
  - Melchiorites
  - Parahoplites

- Superiore
  - Hypacanthoplites
  - Sinzovia
  - Trochleiceras
  - Mathoceratites
  - Metahamites
  - Neosilesites
  - Protanisoceras
  - Ammonoceratites
  - Beudanticeras
  - Gyaloceras
  - Hulenites
  - Knemiceras
  - Uhligella
  - Acanthohoplites
  - Acanthoplites
  - Argonauticeras
  - Burckhardites
  - Cloioceras
  - Diadochoceras
  - Diodochoceras
  - Eodouvilleiceras
  - Epancyloceras
  - Epicheloniceras
  - Gargasiceras
  - Jauberticeras
  - Kazanskyella
  - Mathoceras
  - Megatyloceras
  - Miyakoceras
  - Nodosohoplites
  - Nolaniceras
  - Protacanthoplites
  - Somalites
  - Theganoceras
  - Tropaeum
  - Gabbioceras
  - Tetragonites
  - Desmoceras
  - Hamites

†Belemnoidea
- Vectibelus
- Conoteuthis
- Inferiore
  - Tetrabelus
  - Peratobelus
  - Parahibolites

Nautilida
- Heminautilus
- Carinonautilus

†Orthocerida
- Superiore
  - Zhuralevia

†Phylloceratida
- Superiore
  - Euphylloceras

Sepiidae
- Superiore
  - Adygeya
  - Naefia

†Anchilosauri
| †Ankylosauria dell'Aptiano                      | †Ankylosauria dell'Aptiano | †Ankylosauria dell'Aptiano                      | †Ankylosauria dell'Aptiano | †Ankylosauria dell'Aptiano |
| Taxa                                            | Presenza                   | Localizzazione                                  | Descrizione | Immagine                   |
| ----------------------------------------------- | -------------------------- | ----------------------------------------------- | --- | -------------------------- |
| - †Cedarpelta - †Cedarpelta bilbeyhallorum      |                            | Cedar Mountain Formation, Utah, USA             | |                            |
| - †Gobisaurus - †Gobisaurus domoculus           |                            | Ulansuhai Formation, Mongolia Interna, Cina     | |                            |
| - †Liaoningosaurus - †Liaoningosaurus paradoxus |                            | Yixian Formation, Liaoning, Cina                | Nodosauride con placca ventrale corazzata. |                            |
| - †Minmi - †Minmi paravertebra                  |                            | Bungil Formation, Queensland, Australia         | Piccolo anchilosauro primitivo della lunghezza di circa un metro. |                            |
| - †Sauropelta - †Sauropelta edwardsorum         | Aptiano e Albiano          | Cloverly Formation, Wyoming, Montana, Utah, USA | Nodosauride di taglia media, lungo circa cinque metri. Il Sauropelta aveva una caratteristica coda lunga circa metà della lunghezza del corpo. Il collo e il dorso erano protetti da una corazza ossea dotate di lunghe spine. |                            |
| - †Shamosaurus - †Shamosaurus scutatus          |                            | Mongolia                                        | Anchilosauridi |                            |

Uccelli
- Boluochia zhengi
- Chaoyangia beishanensis
- Confuciusornis sanctus
- Cuspirostrisornis houi
- Jeholornis prima
- Jixiangornis orientalis
- Largirostrornis sexdentoris
- Longchengornis sanyanensis
- Longipteryx chaoyangensis
- Sapeornis chaoyangensis

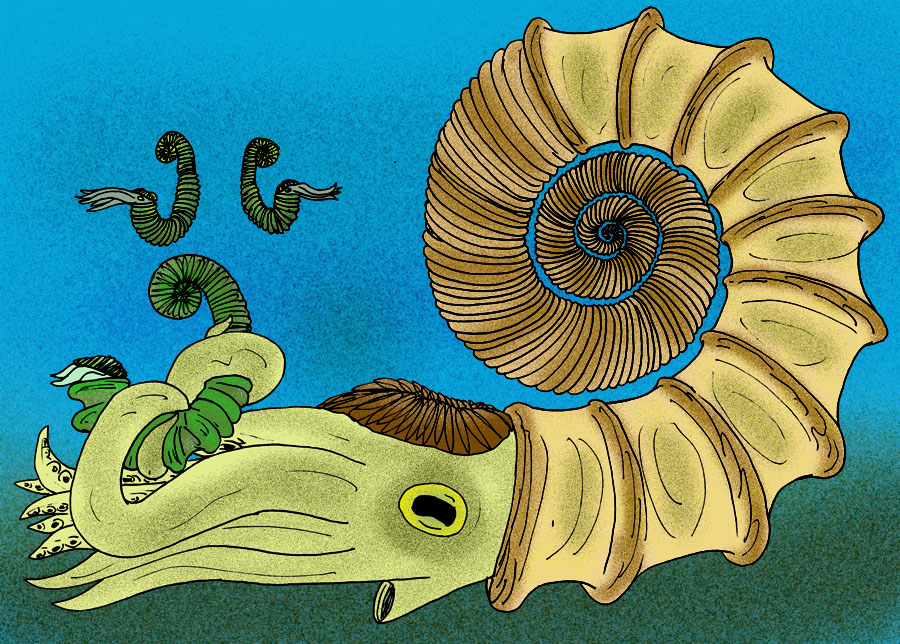
Tropaeum imperator

- Sinornis santensis/Cathayornis yandica
- Songlingornis linghensis
- Yanornis martini
- Yixianornis grabaui

†Ceratopsia
| †Ceratopsia dell'Aptiano                                                          | †Ceratopsia dell'Aptiano | †Ceratopsia dell'Aptiano     | †Ceratopsia dell'Aptiano | †Ceratopsia dell'Aptiano |
| Taxa                                                                              | Presenza                 | Localizzazione               | Descrizione | Immagine                 |
| --------------------------------------------------------------------------------- | ------------------------ | ---------------------------- | --- | ------------------------ |
| - †Archaeoceratops - †Archaeoceratops oshimai                                     |                          | Mazong Shan, Gansu, Cina     | Neoceratopsia basale, probabilmente bipede e di dimensioni relativamente piccole (lunghezza di circa un metro), con una testa piuttosto grossa. Al contrario della maggioranza dei successivi Ceratopsia non aveva corna, ma solo una piccola sporgenza ossea sul retro del capo. |                          |
| - †Auroraceratops - †Auroraceratops rugosus                                       |                          | Xinminbao Group, Gansu, Cina | Neoceratopsia basale. |                          |
| - †Psittacosaurus - †Psittacosaurus meileyingensis - †Psittacosaurus mongoliensis |                          | Cina, Mongolia, Russia       | Ceratopsia Psittacosauride |                          |
| - †Serendipaceratops - †Serendipaceratops arthurcclarkei                          |                          | Victoria, Australia          | Ceratopsia primitivo, lungo circa due metri. |                          |

†Coristoderi
| †Choristodera dell'Aptiano                                                               | †Choristodera dell'Aptiano | †Choristodera dell'Aptiano | †Choristodera dell'Aptiano | †Choristodera dell'Aptiano |
| Taxa                                                                                     | Presenza                   | Descrizione                | Immagine                   |                            |
| ---------------------------------------------------------------------------------------- | -------------------------- | -------------------------- | -------------------------- | -------------------------- |
| Genus: - †Hyphalosaurus 1. †Hyphalosaurus lingyuanensis 2. †Hyphalosaurus baitaigouensis |                            |                            |                            |                            |
| Genus: - †Monjurosuchus 1. †Monjurosuchus splendens                                      |                            |                            |                            |                            |

Crocodylomorpha
- Sarcosuchus

Pesci
- Hybodus
- Jinanichthys longicephalus
- Lycoptera davidi
- Lycoptera muroii
- Peipiaosteus pani
- Protosephurus liui
- Sinamia zdanskyi

Mammiferi
| Mammalia dell'Aptiano | Mammalia dell'Aptiano                      | Mammalia dell'Aptiano            | Mammalia dell'Aptiano | Mammalia dell'Aptiano |
| Taxa                  | Presenza                                   | Localizzazione                   | Descrizione | Immagine              |
| --------------------- | ------------------------------------------ | -------------------------------- | --- | --------------------- |
| - Eobaatar            | Varie specie dall'Hauteriviano all'Albiano | Spagna, Mongolia                 | |                       |
| - Jeholodens          |                                            | Yixian Formation, Liaoning, Cina | Tetrapode notturno dalla coda lunga e dita prensili, che cacciava insetti durante la notte. |                       |
| - Repenomamus         |                                            | Yixian Formation, Liaoning, Cina | Il più grande mammifero del Cretacico; si cibava di dinosauri. |                       |
| - Teinolophos         |                                            | Flat Rocks, Victoria, Australia  | Il primo monotremata conosciuto. |                       |
| - Yanoconodon         |                                            | Yixian Formation, Hebei, Cina    | Piccolo mammifero lungo appena tredici centimetri. Si nutriva di insetti, vermi e piccoli invertebrati che cacciava probabilmente di notte. Come molti dei primitivi mammiferi, lo Yaconodonte aveva zampe corte e artigli che utilizzava per scavare le tane nel terreno. |                       |

†Ornitopodi
| †Ornithopoda dell'Aptiano                                         | †Ornithopoda dell'Aptiano | †Ornithopoda dell'Aptiano                                                                                | †Ornithopoda dell'Aptiano                                                                                                | †Ornithopoda dell'Aptiano |
| Taxa                                                              | Presenza                  | Localizzazione                                                                                           | Descrizione | Immagine                  |
| ----------------------------------------------------------------- | ------------------------- | --- | --- | ------------------------- |
| - †Atlascopcosaurus - †Atlascopcosaurus loadsi                    | Aptian/Albiano            | Dinosaur Cove, Victoria, Australia                                                                       | Ipsilodonte lungo dai due ai tre metri.                                                                                  |                           |
| - †Changchunsaurus - †Changchunsaurus parvus                      |                           | Quantou Formation, Jilin, Cina                                                                           | Piccolo ornitopode basale, il Changchunsaurus doveva essere un veloce erbivoro bipede che si alimentava vicino al suolo. |                           |
| - †Dollodon - †Dollodon bampingi                                  | Barremiano-?Aptiano       | Bernissart, Belgio; ?Inghilterra; ?Germania                                                              | Iguanodonte snello, lungo circa sei metri con un peso stimato attorno alla tonnellata.                                   |                           |
| - †Equijubus - †Equijubus normani                                 |                           | Mazong Shan, Gansu, China                                                                                | Adrosauro o iguanodonte primitivo.                                                                                       |                           |
| - †Iguanodon - †Iguanodon bernissartensis                         |                           | Asia, Europa, Nord America                                                                               | Specie di Iguanodontia diffuso in tutto il mondo; lunghezza attorno ai dieci metri.                                      |                           |
| - †Lurdusaurus - †Lurdusaurus arenatus                            |                           | Niger | Robusto iguanodonte lungo circa nove metri.                                                                              |                           |
| - †Mantellisaurus - †Mantellisaurus atherfieldensis               |                           | Atherfield, England, UK                                                                                  | Precedentemente noto come Iguanodon atherfieldensis.                                                                     |                           |
| - †Ouranosaurus - †Ouranosaurus nigeriensis                       |                           | Echkar Formation, Niger                                                                                  | Adrosauroide di circa sette metri; aveva forse una placca sul dorso.                                                     |                           |
| - †Planicoxa - †Planicoxa venenica - †Planicoxa depressa          |                           | Cedar Mountain Formation, Utah; Lakota Formation, Sud Dakota, USA                                        | Iguanodonte evoluto. |                           |
| - †Qantassaurus - †Qantassaurus intrepidus                        |                           | Victoria, Australia                                                                                      | Ipsilofodontide di circa due metri.                                                                                      |                           |
| - †Siluosaurus - †Siluosaurus zhanggiani                          |                           | Xinminbao Group, Gansu, Cina                                                                             | Ipsilofodontide o ornitopode primitivo; bipede ed erbivoro.                                                              |                           |
| - †Tenontosaurus - †Tenontosaurus tilletti - †Tenontosaurus dossi |                           | Cloverly Formation, Wyoming e Montana, Antlers Formation, Oklahoma, Twin Mountains Formation, Texas, USA | Iguanodonte primitivo di circa otto metri.                                                                               |                           |
| - †Theiophytalia - †Theiophytalia kerri                           | Aptiano e Albiano         | Purgatoire Formation, Colorado, USA                                                                      | Iguanodonte di tipo intermedio tra Camptosaurus e Iguanodon.                                                             |                           |
| - †Zephyrosaurus - †Zephyrosaurus schaffi                         |                           | Cloverly Formation, Montana, USA                                                                         | Ipsilofodontide. |                           |

†Plesiosauri
| †Plesiosauria dell'Aptiano                         | †Plesiosauria dell'Aptiano | †Plesiosauria dell'Aptiano | †Plesiosauria dell'Aptiano                                                                     | †Plesiosauria dell'Aptiano |
| Taxa                                               | Presenza                   | Localizzazione             | Descrizione                                                                                    | Immagine                   |
| -------------------------------------------------- | -------------------------- | -------------------------- | ---------------------------------------------------------------------------------------------- | -------------------------- |
| - †Brachauchenius - †Brachauchenius lucasi         |                            | Kansas, USA; Colombia      | Plesiosauro di circa dieci metri; è l'ultimo plesiosauro noto nel Nord America.                |                            |
| - †Callawayasaurus - †Callawayasaurus colombiensis |                            | Paja Formation, Colombia   | Elasmosauride di circa otto metri.                                                             |                            |
| - †Kronosaurus - †Kronosaurus boyacensis           | Aptiano e Albiano          | Boyacá, Colombia           | Uno dei più grandi Pliosauri, lungo tra nove e dieci metri.                                    |                            |
| - †Umoonasaurus - †Umoonasaurus demoscyllus        |                            | Australia                  | Piccolo cryptoclididae lungo due metri e mezzo, caratterizzato da tre creste ossee sul cranio. |                            |

†Pterosauri
- Anhanguera
- Araripedactylus dehmi
- Araripesaurus castilhoi
- Arthurdactylus conandoylei
- Boreopterus cuiae
- Brasileodactylus araripensis
- Cearadactylus atrox
- Chaoyangopterus zhangi
- Dsungaripterus weii
- Dsungaripterus brancai
- Eoazhdarcho liaoxiensis
- Eopteranodon lii
- Gegepterus changi
- Haopterus gracilis
- Hongshanopterus lacustris
- Huaxiapterus benxiensis
- Huaxiapterus corollatus
- Huaxiapterus jii
- Istiodactylus latidens
- Istiodactylus sinensis
- Jidapterus edentus
- Liaoningopterus gui
- Liaoxipterus brachyognathus
- Lonchodectes
- Longchengpterus zhaoi
- Ludodactylus sibbicki
- Nemicolopterus crypticus
- Nurhachius ignaciobritoi
- Ornithocheirus simus
- Ornithocheirus mesembrinus
- Pricesaurus megalodon
- Santanadactylus
- Sinopterus dongi
- Sinopterus gui
- Tupandactylus
- Tapejara
- Thalassodromeus sethi
- Tropeognathus mesembrinus
- Tropeognathus robustus
- Tupandactylus imperator

†Sauropodi
| †Sauropoda dell'Aptiano                      | †Sauropoda dell'Aptiano | †Sauropoda dell'Aptiano               | †Sauropoda dell'Aptiano | †Sauropoda dell'Aptiano |
| Taxa                                         | Presenza                | Localizzazione                        | Descrizione | Immagine                |
| -------------------------------------------- | ----------------------- | ------------------------------------- | --- | ----------------------- |
| - †Amazonsaurus - †Amazonsaurus maranhensis  |                         | Itapecuru Formation, Maranhão, Brazil | Diplodocoidea lungo circa dodici metri. |                         |
| - †Astrodon - †Astrodon johnstoni            |                         | Arundel Formation, Maryland, USA      | Grande titanosauro, alto più di nove metri e con una lunghezza tra quindici e diciotto metri. |                         |
| - †Fusuisaurus - †Fusuisaurus zhaoi          |                         | Napai Formation, Guangxi, Cina        | Titanosauro basale, noto solo per alcuni frammenti del cranio. |                         |
| - †Jobaria - †Jobaria tiguidensis            | Aptiano o Albiano       | Deserto del Sahara                    | Sauropode primitivo con denti a cucchiaio. |                         |
| - †Karongasaurus - †Karongasaurus gittelmani |                         | Malawi                                | Titanosauride i cui fossili comprendono solo parte della mandibola inferiore e alcuni denti. |                         |
| - †Ligabuesaurus - †Ligabuesaurus leanza     |                         | Argentina                             | Titanosauride basale. |                         |
| - †Malawisaurus - †Malawisaurus dixeyi       |                         | Malawi                                | Uno dei pochi titanosauri di cui è stato trovato il cranio. |                         |
| - †Nigersaurus - †Nigersaurus taqueti        |                         | Elrhaz Formation, Niger               | Dinosauro diplodocoide, uno dei generi più comuni ritrovati nella ricca fauna fossile della Elrhaz Formation. |                         |
| - †Paluxysaurus - †Paluxysaurus jonesi       |                         | Twin Mountains Formation, Texas, USA  | Titanosauriforme basale. |                         |
| - †Sauroposeidon - †Sauroposeidon proteles   |                         | Antlers Formation, Oklahoma, USA      | L'ultimo brachiosauride gigante conosciuto. Si stima che fosse alto circa diciassette metri, il che lo rende il dinosauro più alto. La lunghezza viene calcolata attorno ai trenta metri e il peso tra le trentasei e le quaranta tonnellate, il che lo posiziona tra i più lunghi e pesanti. |                         |
| - †Tangvayosaurus - †Tangvayosaurus hoffeti  |                         | Grès Supérior Formation, Laos         | Titanosauro basale, noto dai resti di due o tre individui. |                         |
| - †Venenosaurus - †Venenosaurus dicrocei     |                         | Cedar Mountain Formation, Utah, USA   | Titanosauro noto da scheletri incompleti di un giovane e un adulto. |                         |

†Stegosauri
| †Stegosauria dell'Aptiano                                          | †Stegosauria dell'Aptiano | †Stegosauria dell'Aptiano        | †Stegosauria dell'Aptiano       | †Stegosauria dell'Aptiano |
| Taxa                                                               | Presenza                  | Localizzazione                   | Descrizione                     | Immagine                  |
| ------------------------------------------------------------------ | ------------------------- | -------------------------------- | ------------------------------- | ------------------------- |
| - †Wuerhosaurus - †Wuerhosaurus homheni - †Wuerhosaurus ordosensis |                           | Xinjiang, Mongolia Interna, Cina | Stegosauride lungo sette metri. |                           |

†Teropodi
| †Theropoda dell'Aptiano                               | †Theropoda dell'Aptiano | †Theropoda dell'Aptiano                                                                               | †Theropoda dell'Aptiano                                                                                       | †Theropoda dell'Aptiano |
| Taxa                                                  | Presenza                | Localizzazione                                                                                        | Descrizione                                                                                                   | Immagine                |
| ----------------------------------------------------- | ----------------------- | --- | --- | ----------------------- |
| - †Acrocanthosaurus - †Acrocanthosaurus atokensis     |                         | Texas, Oklahoma, ?Maryland, USA.                                                                      | Grande predatore lungo fino a dodici metri. Classificazione controversa (Carcharodontosauride o Allosauride). |                         |
| - †Angaturama - †Angaturama limai                     |                         | Santana Formation, Ceará, Brasile.                                                                    | Spinosauride lungo sette metri, forse la stessa specie dell'Irritator challengeri.                            |                         |
| - †Beipiaosaurus - †Beipiaosaurus inexpectus          |                         | Liaoning, Cina.                                                                                       | terizinosauride lungo poco più di 2 metri.                                                                    |                         |
| - †Cryptovolans - †Cryptovolans pauli                 |                         | Jiufotang Formation, Liaoning, Cina.                                                                  | Piccolo dromeosauride pennuto, lungo novanta centimetri, potrebbe trattarsi di un Microraptor.                |                         |
| - †Dilong - †Dilong paradoxus                         |                         | Jiufotang Formation, Liaoning, Cina.                                                                  | tirannosauride ricoperto di piume lungo poco più di un metro.                                                 |                         |
| - †Deinonychus - †Deinonychus antirrhopus             |                         | Cloverly Formation, Montana e Wyoming, Antlers Formation, Oklahoma, Potomac Formation, Maryland, USA. | Dromeosauride carnivoro lungo tre metri.                                                                      |                         |
| - †?Genyodectes - †Genyodectes serus                  |                         | Chubut Province, Argentina.                                                                           | Forse un ceratosauria.                                                                                        |                         |
| - †Huaxiagnathus - †Huaxiagnathus orientalis          |                         | Yixian Formation, Liaoning, Cina.                                                                     | Grande compsognatide lungo quasi due metri.                                                                   |                         |
| - †Kryptops - †Kryptops palaios                       |                         | Elrhaz Formation, Niger.                                                                              | Il primo abelisauride conosciuto.                                                                             |                         |
| - †Neovenator - †Neovenator salerii                   |                         | Isola di Wight, Inghilterra, UK.                                                                      | Allosauride lungo sette metri e mezzo.                                                                        |                         |
| - †Protarchaeopteryx - †Protarchaeopteryx robusta     |                         | Yixian Formation, Liaoning, Cina.                                                                     | Oviraptosauro primitivo, forse sinonimo di Incisivosaurus.                                                    |                         |
| - †Similicaudipteryx - †Similicaudipteryx yixianensis |                         | Jiufotang Formation, Liaoning, Cina.                                                                  | Caudipteride oviraptosauro.                                                                                   |                         |
| - †Sinotyrannus - † Sinotyrannus kazuonensis          |                         | Jiufotang Formation, Liaoning, Cina.                                                                  | tirannosauride lungo cinquanta centimetri e mezzo.                                                            |                         |
| - †Sinornithoides - †Sinornithoides youngi            |                         | Cina.                                                                                                 | Troodontide lungo circa un metro.                                                                             |                         |
| - †Sinosauropteryx - †Sinosauropteryx prima           |                         | Liaoning, Cina.                                                                                       | Compsognatide lungo poco più di un metro, fossilizzato con tracce di proto-penne.                             |                         |
| - †Suchomimus - †Suchomimus tenerensis                |                         | Tenere, Niger.                                                                                        | Spinosauride lungo dodici metri.                                                                              |                         |
| - †Tyrannotitan - †Tyrannotitan chubutensis           |                         | Provincia di Chubut, Argentina.                                                                       | Carcharodontosauride lungo dodici metri.                                                                      |                         |
| - †Yutyrannus - †Yutyrannus huali                     |                         | Liaoning, Cina.                                                                                       | tirannosauride lungo nove metri.                                                                              |                         |